# (172989) Xuliyang
(172989) Xuliyang est un astéroïde de la ceinture principale.

## Description
(172989) Xuliyang est un astéroïde de la ceinture principale. Il fut découvert le 25 mai 2006 à l'observatoire de Lulin par Ye Quan-Zhi et Hong Qin Lin. Il présente une orbite caractérisée par un demi-grand axe de 2,34 UA, une excentricité de 0,19 et une inclinaison de 4,6° par rapport à l'écliptique.

## Compléments